# Japan Women's Open Tennis 2019
Il Japan Women's Open Tennis 2019 (noto anche come Hana-cupid Japan Women's Open per motivi di sponsorizzazione) è stato un torneo di tennis giocato sul cemento all'aperto. È stata l'undicesima edizione del Japan Women's Open Tennis, che fa parte della categoria WTA International nell'ambito del WTA Tour 2019. Si è giocato a Hiroshima, in Giappone, dal 9 al 15 settembre 2019.

## Partecipanti

### Teste di serie
| Nazionalità   | Giocatore            | Ranking* | Testa di serie |
| ------------- | -------------------- | -------- | -------------- |
| Taipei cinese | Hsieh Su-wei         | 28       | 1              |
| Russia        | Veronika Kudermetova | 51       | 2              |
| Belgio        | Alison Van Uytvanck  | 68       | 3              |
| Russia        | Anastasija Potapova  | 72       | 4              |
| Germania      | Tatjana Maria        | 79       | 5              |
| Kazakistan    | Zarina Diyas         | 80       | 6              |
| Spagna        | Sara Sorribes Tormo  | 83       | 7              |
| Germania      | Laura Siegemund      | 90       | 8              |

* Ranking al 26 agosto 2019.

### Altre partecipanti
Le seguenti giocatrici hanno ricevuto una wild card:
- Kurumi Nara
- Risa Ozaki
- Ayano Shimizu

Le seguenti giocatrici sono passate dalle qualificazioni:

- Leylah Annie Fernandez
- Zoe Hives
- Junri Namigata
- Valerija Savinych
- Patricia Maria Tig
- Viktorija Tomova

### Ritiri
Prima del torneo
- Dar'ja Gavrilova → sostituita da  Priscilla Hon
- Barbora Krejčíková → sostituita da  Nao Hibino
- Anna Karolína Schmiedlová → sostituita da  Katarzyna Kawa

Durante il torneo
- Zarina Diyas

## Campionesse

### Singolare
Nao Hibino ha sconfitto in finale  Misaki Doi con il punteggio di 6-3, 6-2.
- È il secondo titolo in carriera per Hibino, il primo della stagione.

### Doppio
Misaki Doi /  Nao Hibino hanno sconfitto in finale  Christina McHale /  Valeria Savinykh con il punteggio di 3-6, 6-4, [10-4].